# Tormenta tropical Dean (1995)
La tormenta tropical Dean fue una tormenta de corta duración que se formó a finales de julio de 1995 y duró hasta principios de agosto. Fue la cuarta tormenta nombrada de la temporada de huracanes del Atlántico de 1995. Pasó la mayor parte de su vida como depresión tropical y alcanzó brevemente la categoría de tormenta tropical antes de tocar tierra en la costa de Texas el 30 de julio. Tras tocar tierra, se disipó sobre el centro de Texas el 2 de agosto. Los impactos de Dean fueron mínimos, principalmente debido a las fuertes lluvias en Oklahoma y Texas que causaron inundaciones localizadas en la costa y el interior. Dos tornados F0 tocaron tierra en Texas como resultado de la llegada de Dean. Además, 20 familias tuvieron que ser evacuadas en el condado de Chambers debido a las inundaciones en la zona. Se registró una muerte como resultado de las inundaciones en Oklahoma. Varias carreteras se inundaron en Oklahoma, lo que dificultó el tránsito en el estado. Además, se registraron daños por un valor aproximado de 500.000 dólares estadounidenses (dólares de 1995) tras el paso de Dean.

## Historia meteorológica
El sistema precursor que formaría Dean fue un frente estacionario situado en el noreste del Golfo de México durante la última semana de julio de 1995. El 27 de julio, desarrolló una circulación débil en niveles superiores, según indicaban los informes de boyas en el Golfo. Su estructura estaba desorganizada, pero se encontraba en proceso de organización. El sistema continuó organizándose a principios del 28 de julio, y esa misma tarde desarrolló una circulación superficial. Se cree que la depresión tropical que dio origen a Dean se formó alrededor de las 18:00 UTC del 28 de julio. Posteriormente, ese mismo día, se declaró Depresión Tropical Cuatro, con su centro ubicado a unos 555 km (345 millas) al sureste de Nueva Orleans.
Al principio, la depresión avanzó lentamente hacia el oeste porque estaba bloqueada por una cresta de alta presión al norte. El sistema estuvo bajo frecuente vigilancia de reconocimiento y la depresión permaneció mal organizada y continuó con estatus de depresión tropical hasta bien entrado el 29 de julio. La organización del sistema obstaculizó un mayor desarrollo a pesar de las condiciones favorables con baja cizalladura del viento y temperaturas cálidas en la superficie del mar. A última hora del 29 de julio, el sistema comenzó a girar hacia el noroeste con un aumento de velocidad. Permanecía como una depresión tropical poco organizada al sur de Luisiana.
El 30 de julio, la circulación del sistema comenzó a organizarse y se reportaron los primeros reportes de borrascas con fuerza de tormenta tropical a medida que se acercaba a la costa de Texas. Con base en esto, el Centro Nacional de Huracanes (NHC) emitió alertas de tormenta tropical para gran parte de la costa de Texas y Luisiana, desde Intracoastal City, Luisiana, hasta Corpus Christi, Texas. Esa misma tarde, se fortaleció y se convirtió en tormenta tropical Dean mientras se encontraba a solo 110 km (70 mi) de la costa. Los Cazadores de Huracanes confirmaron que Dean se fortaleció en las últimas horas antes de tocar tierra en la costa de Texas hasta convertirse en una tormenta de 75 km/h (45 mph), y tocó tierra cerca de Freeport, Texas a las 8:30 pm CDT (0130 UTC) del 31 de julio. Poco después de tocar tierra, Dean se debilitó y recuperó la fuerza de depresión tropical a medida que avanzaba hacia el noroeste, rumbo a Texas. La depresión se estancó en el centro de Texas el 1 de agosto y permaneció allí durante 36 horas hasta el día siguiente, dejando fuertes lluvias en algunas partes del estado. A última hora del 2 de agosto, se fusionó con un frente no tropical y se disipó.
Los restos de Dean finalmente se trasladaron a Oklahoma, donde provocaron fuertes lluvias, obligando a cerrar carreteras y a realizar rescates. Dean también dejó fuertes lluvias en los estados del Medio Oeste. Algunas zonas de Kansas recibieron más de 18 cm (7 pulgadas) de lluvia. Illinois, Misuri e Indiana registraron zonas con más de 127 mm (5 pulgadas) de lluvia a causa de Dean.

## Preparativos
Debido a la proximidad de Dean a tierra al formarse, hubo poca advertencia previa sobre la tormenta. Se emitieron alertas de tormenta tropical a las 03:00 UTC del 30 de julio desde Intracoastal City, Luisiana, hasta Corpus Christi, Texas. Las alertas estuvieron vigentes durante 23 horas antes de tocar tierra y expiraron a las 03:00 UTC del 31 de julio.

## Impactos

### Estados Unidos

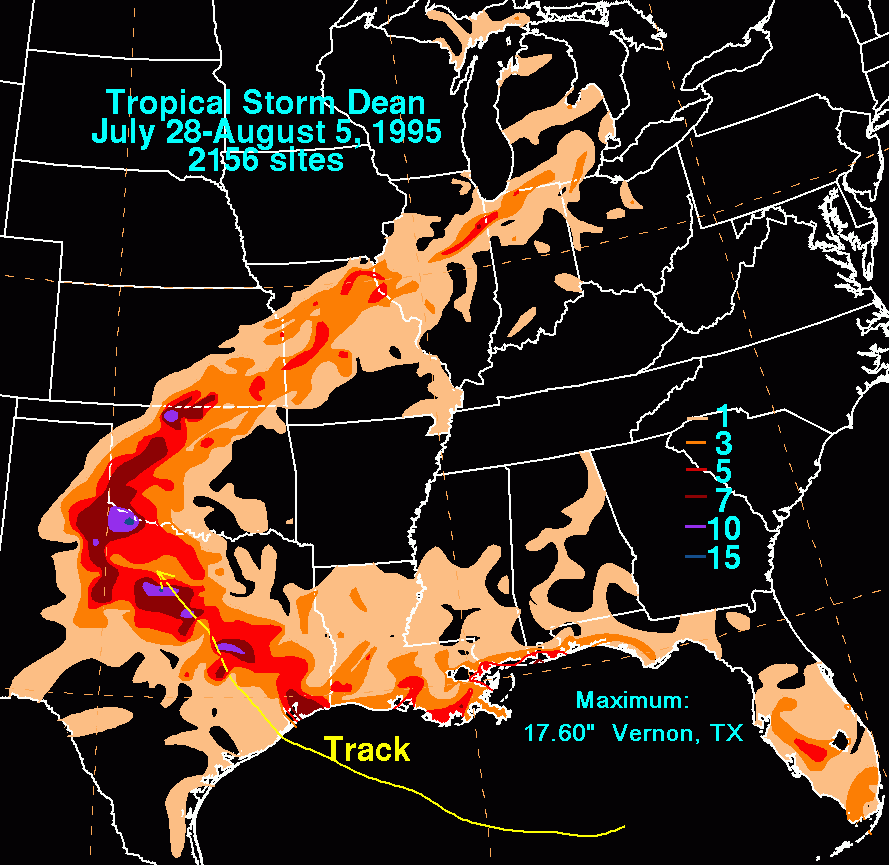
Precipitaciones de Dean

La mayor parte de los daños causados por Dean se concentraron en los estados de Texas y Oklahoma. Si los hubo, se debieron principalmente a las fuertes lluvias que afectaron a ambos estados. El costo total de los daños ascendió a $500,000 (USD de 1995; $707,000 USD de 2008).

#### Texas
En Texas, la mayor parte de los daños se debieron a inundaciones tierra adentro. Se reportaron fuertes lluvias de entre 150 y 450 mm (6 y 18 pulgadas) en una amplia franja de Texas. La mayor cantidad medida fue de 426 mm (17.4 pulgadas) cerca de Monroe City, Texas. Se registraron precipitaciones de entre 5 y 15 cm (2 y 6 pulgadas) en toda la zona este del estado. Las inundaciones de agua dulce provocaron la evacuación de 20 familias en el condado de Chambers. 250 personas tuvieron que evacuar sus hogares cerca de Abilene, Texas, debido a las inundaciones. Los impactos de la marejada ciclónica fueron bastante leves, con alturas que oscilaron entre 1,2 y 1,8 metros (3 y 5 pies) sobre el nivel medio del mar. Un tramo de la carretera estatal 87 se inundó debido a la marejada ciclónica, aunque no se reportaron daños materiales significativos. También se informó de erosión menor de la playa e inundaciones en las calles de la isla de Galveston. La ráfaga de viento más fuerte en tierra fue de 82 km/h (51 mph) en Scholes Field. Se confirmaron dos tornados como resultado de Dean. Uno tocó tierra en High Island, en el condado de Galveston, y el otro cerca de Anahuac. Ambos tornados fueron calificados como F0 en la escala Fujita, con daños menores.

#### Oklahoma
Oklahoma también sufrió fuertes lluvias provenientes de los restos de Dean. Más de 5 pulgadas (130 mm) de lluvia cayeron en la ciudad de Stillwater, y la cantidad más alta, 12,07 pulgadas (307 mm), se registró en la presa Great Salt Plains, Oklahoma. Más de 40 casas fueron inundadas en la zona por las fuertes lluvias, y alrededor de 24 automóviles fueron encontrados varados en la crecida del agua. Las tormentas eléctricas, asociadas con los remanentes de Dean, arrojaron fuertes lluvias en todo el estado, lo que provocó inundaciones repentinas en muchas áreas. Las inundaciones, en muchas zonas, hicieron que viajar fuera casi imposible. La carretera estadounidense 62, en el condado de Jackson, y la carretera 5, en el condado de Harmon, estuvieron cerradas debido a inundaciones repentinas que cubrieron sus vías. La carretera estatal 51 estuvo bajo 1,5 pies (0,46 m) de agua en algunos momentos. Varias otras carreteras permanecieron inundadas y cerradas durante varios días tras la llegada de los restos de Dean. Se reportó la muerte de un niño pequeño en el condado de Hardeman, quien fue arrastrado por las aguas de la inundación.

#### En otras partes
Otras partes de los Estados Unidos recibieron lluvias importantes a causa del huracán Dean. Se registraron fuertes lluvias en Luisiana, donde cayeron 17,9 cm (7,04 pulgadas) de lluvia en Galliano.ref name="SRainData"/> Coden, Alabama recibió 6,42 pulgadas (163 mm) de lluvia y Waveland, Mississippi recibió 5,84 pulgadas (148 mm) de lluvia. Dean dejó una franja de fuertes lluvias en todo el Medio Oeste: Kansas, Missouri, Illinois, Indiana y Michigan fueron los principales afectados. Florida también recibió fuertes lluvias, con algunas áreas en el centro de Florida recibiendo hasta cinco pulgadas de lluvia.